# Xanthia renidivisa
Xanthia renidivisa là một loài bướm đêm trong họ Noctuidae.